# Базарко, Иван
Иван Базарко ( укр. Іван Базарко ; 6 октября 1910 — 10 февраля 1989)  — польский юрист и политический деятель, избранный президентом Всемирного конгресса свободных украинцев (WCFU) с 1981 по 1983 год, и Комитета Украинского конгресса Америки. (UCCA) с 1966 по 1980 год. Он был отмечен как одна из самых известных и влиятельных фигур в украинской политике и обществе.

## Образование и молодость
Базарко изучал право в Люблинском католическом университете имени Иоанна Павла II в Люблине, журналистику в Варшаве и богословие в духовной семинарии в Пшемысле . Начал работать редактором сокальских газет «Сокальский мир» (1941–1942) и «Украинские новости» (1941). Будучи членом общества «Просвита», он курировал управление лагерями для интернированных в Германии ( Штраубинг, Форхгайм, Регенсбург ) после Второй мировой войны .

## Карьера
Базарко переехал в Нью-Йорк в 1949 году. Директор бюро UCCA с 1966 по 1980 год, после работы секретарем и председателем Объединенного комитета украинско-американских организаций в Нью-Йорке с 1959 по 1966 год. Он был избран президентом ВКФС с 1981 по 1983 год, сменив Николая Плавюка . Третий съезд WCFU проходил в Нью-Йорке 23–26 ноября 1978 года. Базарко и Николай Плавюк разделили власть на посту президента. В честь съезда президиум издал 10 тысяч экземпляров брошюры «В поисках свободы: украинцы в диаспоре и в Украине». После прибытия в Соединенные Штаты в 1949 году он участвовал в главном управлении Организацией защиты четырех свобод Украины и Союзом украинских католиков «Провидения» в течение значительного времени 

## Смерть
Базарко скончался 10 февраля 1989 года в Нью-Йорке. На Андреевском кладбище украинская община приняла участие в траурных церемониях и захоронениях.

## Личная жизнь
Базарко женат на Наталье, у них двое сыновей — Нестор и Владимир. Базарко был набожным католиком, который в полной мере исповедовал свою религию.

## Награды
- Медаль Шевченко УКК [5]
- Украинец года в Филадельфии (1979)